# Rykowisko
Rykowisko är ett berg i Tjeckien.   Det ligger i regionen Olomouc, i den östra delen av landet, 180 km öster om huvudstaden Prag. Toppen på Rykowisko är 952 meter över havet, eller 63 meter över den omgivande terrängen. Bredden vid basen är 1,4 km.
Terrängen runt Rykowisko är kuperad. Runt Rykowisko är det ganska glesbefolkat, med 27 invånare per kvadratkilometer. Närmaste större samhälle är Štěpánov, 7,0 km söder om Rykowisko. Omgivningarna runt Rykowisko är en mosaik av jordbruksmark och naturlig växtlighet.